# Tông Đại kích
Tông Đại kích (danh pháp khoa học: Euphorbieae) là một tông thuộc phân họ Euphorbioideae trong họ Euphorbiaceae.

## Phân loại
Bao gồm các phân tông và chi như dưới đây.
- Phân tông Anthosteminae G.L.Webster, 1975
  - Anthostema A.Juss., 1824
  - Dichostemma Pierre, 1896
- Phân tông Euphorbiinae Griseb., 1859
  - Cubanthus Millsp., 1913. Có thể gộp trong Euphorbia.
  - Euphorbia L., 1753
- Phân tông Neoguillauminiinae Croizat, 1938
  - Calycopeplus Planch., 1861
  - Neoguillauminia Croizat, 1938

## Hình ảnh

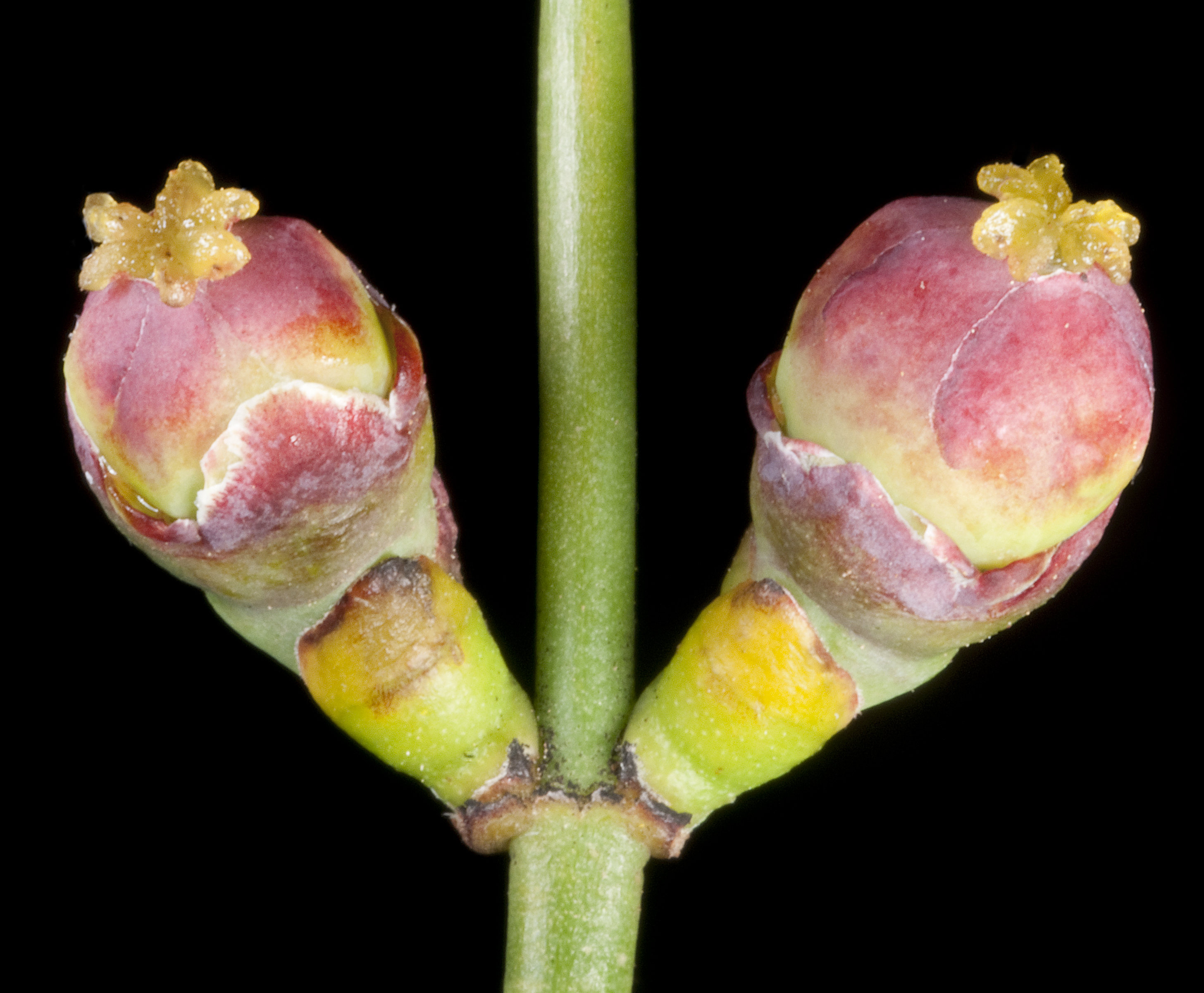
Calycopeplus paucifolius
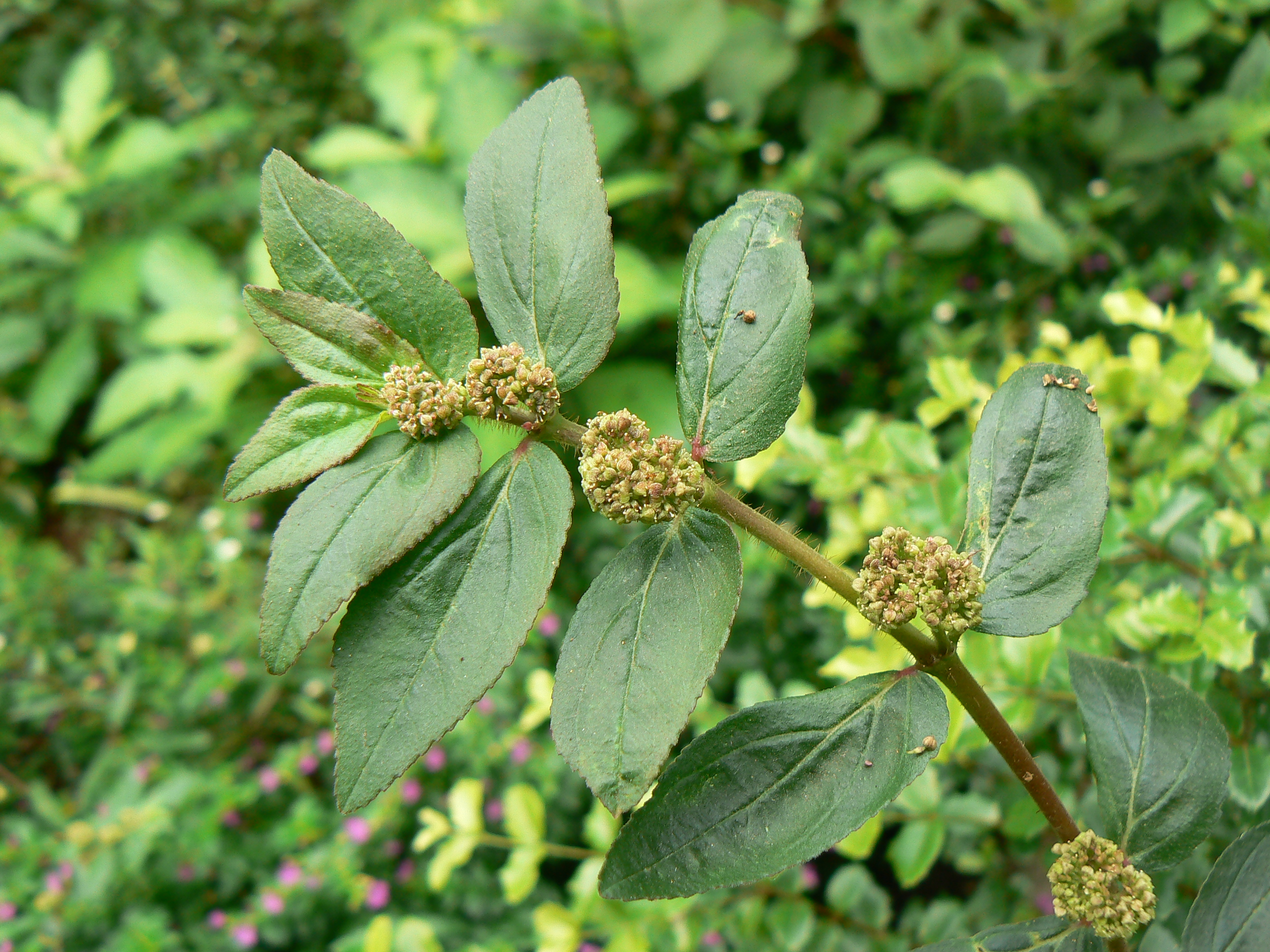
Euphorbia hirta
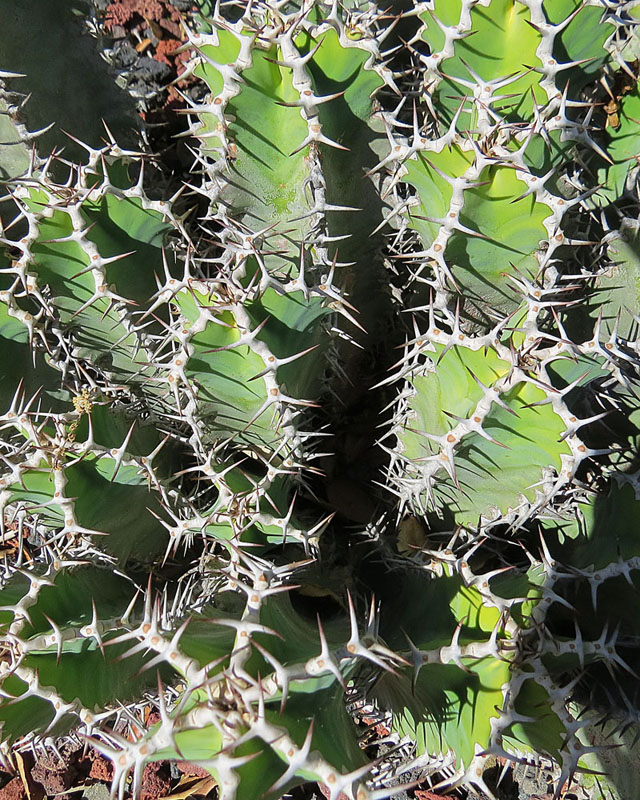
Euphorbia barnardii
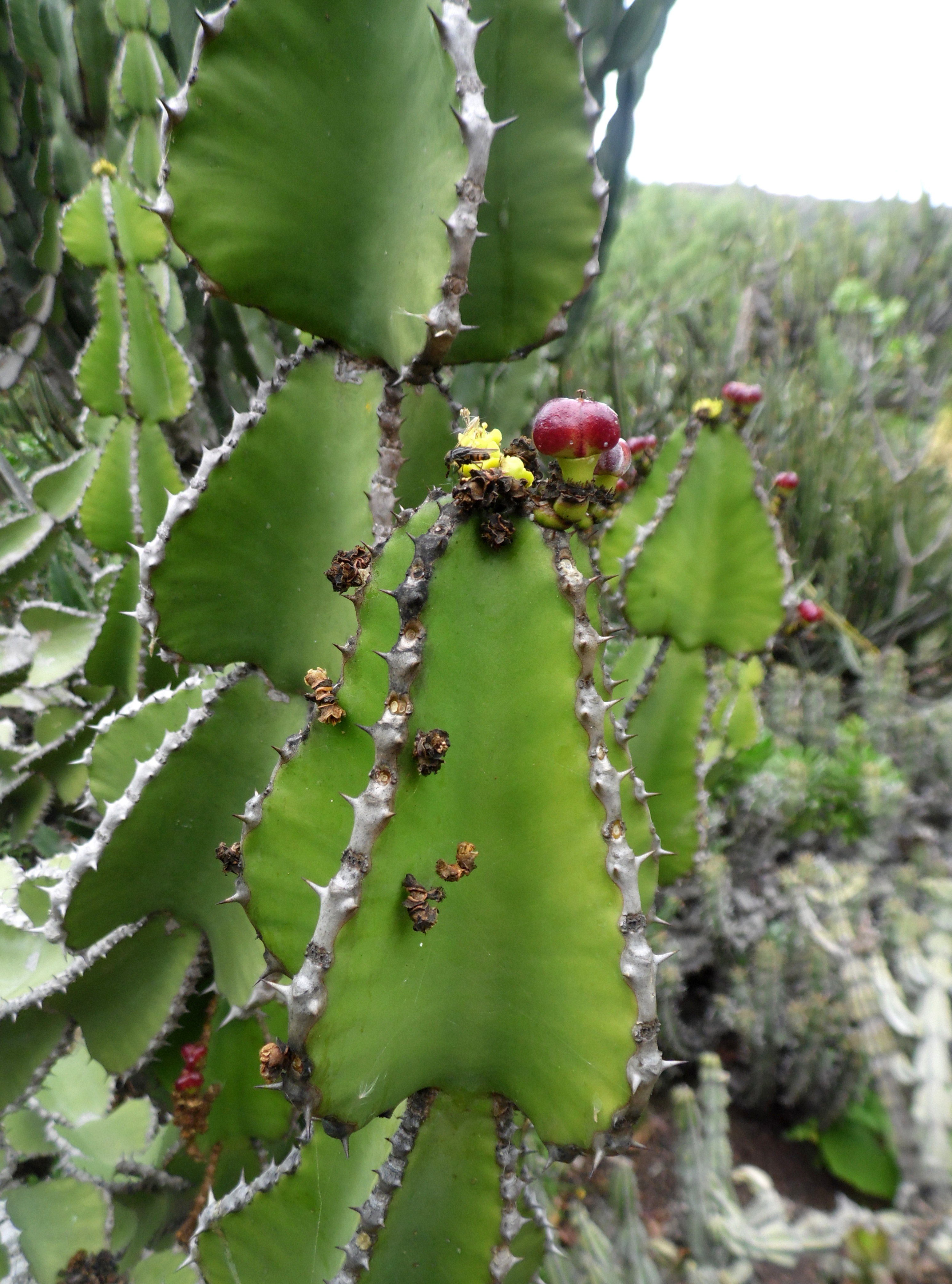
Euphorbia cooperi
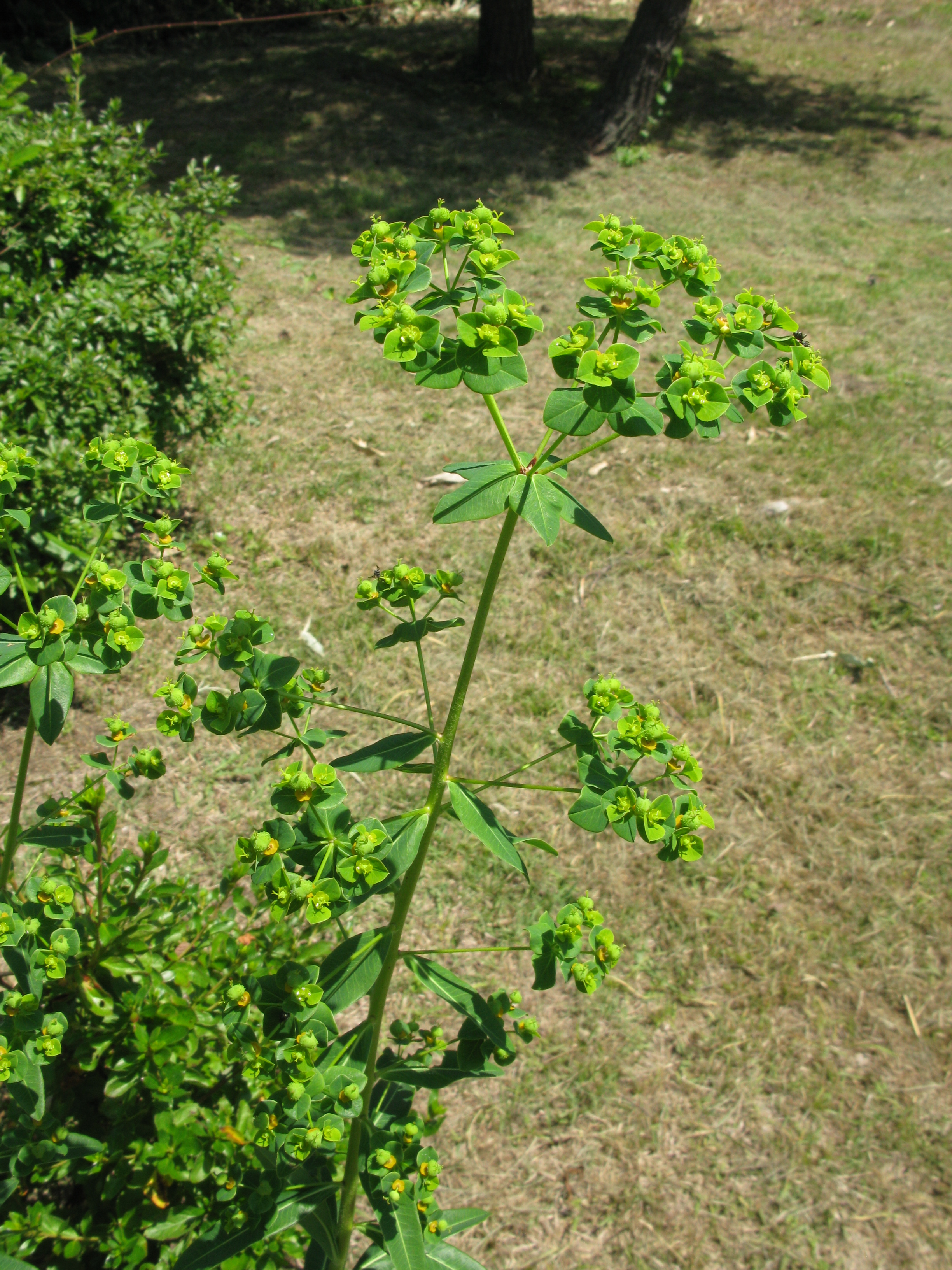
Euphorbia pekinensis